# Трактирский
Трактирский — хутор в Иловлинском районе Волгоградской области России. Входит в состав Логовского сельского поселения. Население 2 чел. (2010).

## История
В соответствии с Законом Волгоградской области от 14 марта 2005 года № 1027-ОД «Об установлении границ и наделении статусом Иловлинского района и муниципальных образований в его составе», хутор вошёл в состав образованного Логовского сельского поселения.

## География
Расположен на в центральной части Волгоградской области, в степной зоне, в междуречье рек Дон, Иловля и Волга на Донской гряде в южной части Приволжской возвышенности.
Уличная сеть состоит из одного географического объекта: ул. Песчаная.
Абсолютная высота 62 метра над уровнем моря.

## Население
| 2010 |
| ---- |
| 2    |

Гендерный состав
По данным Всероссийской переписи населения 2010 года в гендерной структуре населения из 2 жителей мужчин и женщин — по 1 человеку (по 50 % каждая когорта).

## Инфраструктура
Личное подсобное хозяйство.

## Транспорт
Просёлочные дороги. Одна из них ведет на федеральную автотрассу «Каспий», другая на автодорогу регионального значения «Лог — Новогригорьевская — Клетская — Распопинская — Серафимович» (идентификационный номер 18 ОП РЗ 18К-23).